# Рейт, Бернгард Осипович
Бернгард Осипович Рейт (нем. Bernhard von Reith; 1770, Майнц, Германия — 23 декабря 1824, Харьков) — немецкий и российский историк.

## Биография
Родился в 1770 году в Майнце, где и получил начальное образование. Затем учился в Йене, Лейпциге и Гёттингене. После возвращения на родину поступил на гражданскую службу, состоял членом управы благочиния и президентом суда благочиния Монтонерского департамента Верштабского округа. 
По неизвестным обстоятельством он покинул родину и в течение года был вице-директором Педагогического института в Дерпте, откуда по приглашению попечителя Харьковского учебного округа графа Потоцкого в конце 1804 года приехал в Императорский Харьковский университет, чтобы преподавать в нём историю европейских государств и статистику. В 1809 году был избран в адъюнкты, с 1811 года — экстраординарный профессор по кафедре естественного, политического и народного права, с 1814 года — ординарный профессор.
С 1815 по 1822 годы был деканом этико-политического отделения, членом училищного комитета. В 1817—1824 годах — университетский библиотекарь, хранитель минц-кабинета. В течение своей преподавательской деятельности читал всеобщую историю, статистику, географию, естественное, государственное и народное право, политическую экономию и дипломатику. Первым в Харьковском университете читал курс российской истории на латинском языке.
Умер в Харькове 23 декабря 1824 (4 января 1825) года.